# Tetracyanoethylenoxid
Tetracyanoethylenoxid ist eine organisch-chemische Verbindung, genauer ein Epoxid und Nitril.

## Herstellung
Tetracyanoethylenoxid kann einfach hergestellt werden, indem 30%iges wässriges Wasserstoffperoxid zu Tetracyanoethylen in Acetonitril gegeben wird. Auch andere Lösungsmittel wie Tetrahydrofuran, Aceton oder Ethanol sind geeignet. Auch das Kaliumsalz des Radikalanions von Tetracyanoethylen kann epoxidiert werden, indem es mit Wasserstoffperoxid und Schwefelsäure umgesetzt wird.
Tetracyanoethylen lässt sich nicht durch Ozonolyse spalten. Wird es jedoch zur Ozonolyse eines anderen Alkens (beispielsweise 2,3-Dimethyl-2-buten) zugesetzt, entsteht Tetracyanoethylenoxid, vermutlich durch die Epoxidierung durch das intermediär entstehende Carbonyloxid.

Herstellung von Tetracyanoethylenoxid durch Epoxidierung von Tetracyanoethylen (oben): mit Wasserstoffperoxid (linker Pfeil) oder mit einem Carbonyloxid aus der Ozonolyse eines anderen Alkens (rechter Pfeil)

## Eigenschaften
Tetracyanoethylenoxid ist ein farbloser kristalliner Feststoff mit einem Schmelzpunkt von 177–178 °C. Er ist luftstabil, wird jedoch von Wasser langsam zersetzt. Liegt die Verbindung in größeren Mengen als feuchter Feststoff vor, kann sich durch die Hydrolyse ausreichend Wärme bilden, um das Produkt zu entzünden.

## Reaktionen
Durch die elektronenziehenden Eigenschaften der Nitrilgruppen ist die Verbindung ein starkes Elektrophil und wird von Nucleophilen schnell angegriffen. Reaktion mit Kaliumbromid oder Kaliumiodid ergibt das entsprechende Halogencyan (also Bromcyan beziehungsweise Iodcyan) und ein Alkoholat mit drei Nitrilgruppen. Bei der Reaktion mit einigen Metallkomplexen von Platin, Palladium, Rhodium und Iridium kann das Metall in ein C-O-Bindung der Verbindung inseriert werden. Komplexe, die eine solche Reaktion ermöglichen sind zum Beispiel Tris(triphenylphosphin)platin(0) und Tetrakis(triphenylphosphin)palladium(0). In Benzol, Tetrahydrofuran oder Dichlormethan findet eine solche Reaktion schon bei Raumtemperatur statt. Diese Komplexe können isomerisieren, wobei der Ring geöffnet, ein komplexiertes Alkoholat gebildet und eine Cyanogruppe auf das Metall übertragen wird. Im Fall von Palladium ist die Isomerisierung so leicht, dass überhaupt nur bei Kühlung unter Raumtemperatur ein cyclischer Komplex anteilig erhalten werden kann. Im Falle des obengenannten Platinkomplexes ist jedoch eine Erhitzung auf 170 °C nötig.

Reaktion von Tetracyanoethylenoxid mit Kaliumbromid (X=Br) oder Kaliumiodid (X=I). Es entstehen ein Kaliumenolat sowie Bromcyan beziehungsweise Iodcyan

Bei der Reaktion von Tetracyanoethylenoxid mit stickstoffhaltigen Aromaten wie Pyridin, 3-Picolin, Isochinolin oder Pyrazin wird eine C(CN)2-Gruppe an ein Stickstoffatom addiert und Stickstoff-Ylid gebildet. Durch Reaktion mit einem Sulfid, beispielsweise Dimethylsulfid oder Dibutylsulfid wird Carbonyldicyanid sowie ein Schwefel-Ylid gebildet. Wird letzteres Sulfid verwendet, kann durch dessen höheren Siedepunkt das Carbonyldicyanid direkt abdestilliert werden. Die Verbindung kann an Aromaten, Alkene und Alkine addiert werden, wobei seine C-C-Ring-Bindung gespalten wird und entsprechend substituierte Derivate des Furans entstehen. Beispielsweise ergibt die Addition an Ethylen ein Derivat des Tetrahydrofurans mit vier Cyanogruppen.

Bildung von Yliden aus Tetracyanoethylenoxid: Mit Stickstoff-Heterocyclen (im Beispiel Pyridin, links) werden N-Ylide erhalten. Mit Sulfiden (im Beispiel Dibutylsulfid, rechts) werden S-Ylide erhalten. Als weiteres Produkt entsteht jeweils Carbonyldicyanid